# Мацуура Коітіро
Мацуура Коітіро (яп. 松浦 晃一郎, Мацуура Ко:ітіро:, 29 вересня 1937, Токіо) — державний діяч Японії, дипломат, генеральний директор ЮНЕСКО в 1999—2009 роках.

## Біографія
Закінчив юридичний факультет Токійського університету (1959) та економічний факультет коледжу Хейверфорд (Haverford College) у США, штат Пенсільванія (1961).
Доктор права Honoris Causa Університету св. Фоми, Філіппіни (2006) та доктор філософії Honoris Causa Університету Kyung Hee Республіки Корея (2008), Почесний доктор Московського державного університету ім. М. В. Ломоносова (2003) та Російського університету дружби народів (2008).
З 1959 працював дипломатом.
У 1992—1994 був заступником міністра закордонних справ Японії, у 1994—1999 — послом Японії у Франції, Андоррі та Джибуті.
У 1998—1999 — голова Комітету Світової Спадщини ЮНЕСКО.
20 жовтня 1999 обрано генеральним директором ЮНЕСКО на 6 років (зайняв цю посаду 15 листопада 1999), а 12 жовтня 2005 — переобрано на новий 4-річний термін. Був першим і досі єдиним представником азійських країн на цьому посту. Його попередником був Федеріко Майор Сарагоса, а наступним генеральним директором ЮНЕСКО стала Ірина Бокова.